# 10 Things I Hate About You
10 Things I Hate About You (bra: 10 Coisas Que Eu Odeio em Você; prt: 10 Coisas Que Odeio em Ti) é um filme norte-americano do gênero comédia romântica de 1999, escrita por Karen McCullah Lutz e Kirsten Smith e estrelado por Heath Ledger, Julia Stiles, Joseph Gordon-Levitt, Larisa Oleynik, David Krumholtz, e Larry Miller. O filme é baseado em The Taming of the Shrew do autor William Shakespeare.
O filme foi lançado em Março de 1999 e se tornou um sucesso inesperado para os atores Julia Stiles e Heath Ledger. Este filme marca a estreia do diretor Gil Junger nos cinemas, antes ele havia dirigido apenas produções para televisão.

## Sinopse
Em seu primeiro dia na nova escola, Cameron (Joseph Gordon-Levitt) se apaixona por Bianca (Larisa Oleynik). Mas ela só poderá sair com rapazes depois que Kat (Julia Stiles), sua irmã mais velha, arrume um namorado. O problema é que ela é insuportável. Cameron, então, negocia com o único garoto que talvez consiga sair com Kat - o misterioso bad-boy Patrick (Heath Ledger).

## Elenco
- Heath Ledger é Patrick Verona. Ele tem um sotaque australiano, pois morou na Austrália até os 10. É baseado na personagem Petrucchio, um dos principais de A Megera Domada e seu último nome, é uma referência a cidade do personagem na obra.
- Julia Stiles é Kat Stratford, a protagonista ao lado de Heath Ledger. Kat é orgulhosa, antissocial e feminista. Ela tem uma resistência contra garotos da escola e zomba do materialismo exacerbado dos adolescentes. É baseada em Katharine Minola.
- Larisa Oleynik é Bianca Stratford, irmã mais nova de Kat. Se veste bem e é popular na escola. Ela gosta de Joey, mas depois se apaixona por Cameron. É baseada na personagem Bianca Minola.
- Larry Miller é Walter Stratford, o pai viúvo super protetor, que para proteger as filhas, impede Bianca de namorar antes de Kat. É baseado em Batista.
- Joseph Gordon-Levitt é Cameron James, garoto novo na escola, com o pai militar, se apaixona por Bianca. É baseado em Lucêncio.
- David Krumholtz é Michael Willians, baseado na personagem Trânio, arma um plano para ajudar Cameron a namorar Bianca. Leva Mandella ao baile.
- Susan May Pratt é Mandella Johsonn  , única amiga de Kat e fanática por Shakespeare.
- Gabrielle Union é Chastity Thexas , melhor amiga de Bianca, egoísta que quer apenas subir em popularidade.
- Andrew Keegan é Joey Donner, um modelo masculino que namorou Kat, depois aposta que pode fazer o mesmo com Bianca, é baseado no personagem Hortênsio.

## Prêmios
Na premiação MTV Movie + TV Awards do ano 2000, a atriz Julia Stiles, que interpreta a protagonista Kat Stratford, ganhou o prêmio de revelação feminina (Breakthrough Female Performance) pelo filme "10 Coisas Que Eu Odeio Em Você".
Nessa mesma premiação o filme também foi indicado na categoria Melhor Performance Musical (Best Musical Performance), com a música "Can't Take My Eyes Off You", performada por Heath Ledger, como o personagem Patrick Verona, que acabou perdendo para o filme South Park: Bigger, Longer & Uncut, com a música "Uncle Fucka".

## Série de televisão
Em 8 de Outubro de 2008, o canal ABC Family deu sinal verde para o início da produção de uma série de televisão de meia hora de duração baseada no filme. O ator Larry Miller é o único ator do filme que participou da série televisiva.
O programa teve sua estreia em 7 de Julho de 2009, e o diretor do filme Gil Junger dirigiu o episódio piloto da série.

### Faixas
1. "I Want You to Want Me" - Letters To Cleo
2. "FNT" - Semisonic
3. I Know - Save Ferris
4. Your Winter -Sister Hazel
5. Even Angels Fall - Jessica Riddle
6. New World - Leroy
7. Saturday Night – Ta-Gana
8. Atomic Dog - George Clinton
9. Dazz - Brick
10. The Weakness in Me - Joan Armatrading
11. War - The Cardigans
12. Wings Of A Dove - Madness
13. Cruel To Be Kind – Letters To Cleo
14. One More Thing - Richard Gibbs